# Bolognola
Bolognola ist eine italienische Gemeinde (comune) in der Provinz Macerata in der Region Marken mit 147 Einwohnern (Stand 31. Dezember 2023). 

## Geographie
Bolognola liegt etwa 39 Kilometer von Macerata auf 1070 m s.l.m. im Nationalpark Monti Sibillini. Die Gemeinde gehört zur Comunità montana di Camerino und grenzt unmittelbar an die Provinz Fermo.

## Persönlichkeiten
- Filippo Marchetti (1831–1902), Komponist